# MTU-90
Der MTU-90 (russisch МТУ-90; Abkürzung von Мостоукладчик-90, auf Deutsch: Brückenlegefahrzeug-90) ist ein Brückenlegepanzer der russischen Streitkräfte und gehört zur Gruppe der Kampfunterstützungsfahrzeuge. Er basiert auf der Wanne des T-90.
Die von Uralwagonsawod Anfang der 1990er-Jahre entwickelte Panzerschnellbrücke basiert auf dem Chassis des hauseigenen T-90A und sollte die veralteten Brückenlegesysteme MTU-20 und MTU-72 aus der Sowjetzeit ersetzen.
Der Brückenlegepanzer ist mit einer ausklappbaren Schnellbrücke ausgestattet, die zusammengefaltet auf der Wanne transportiert wird. Mithilfe einer hydraulischen Vorrichtung wird sie in ihre Position gebracht, wobei die zweiköpfige Bedienmannschaft das Fahrzeug nicht verlassen muss. Vorteilhaft ist die schnelle Verlegung, nachteilig hingegen ist die hohe Silhouette beim Entfalten der drei Brückensegmente, die über zehn Meter nach oben ragen, sodass der Panzer relativ leicht ausgemacht werden kann. Die Brücke hat eine Tragfähigkeit von 50 Tonnen und kann bis zu 24 Meter breite Hindernisse überspannen. Innerhalb von zwei Minuten ist der Aufbauvorgang beendet.

## Varianten
- MTU-90M: Die Version MTU-90M ist eine verbesserte Zweisegmentbrücke, die über eine kürzere Brücke verfügt und mit dieser Hindernisse von 19 m überbrücken kann. Allerdings ist eine höhere Tragfähigkeit von 60 Tonnen möglich, gegenüber den 50 Tonnen des MTU-90.
- TMM-6: Zweisegmentschnellbrücke auf Basis des schweren LKW MZKT-7930.[3]

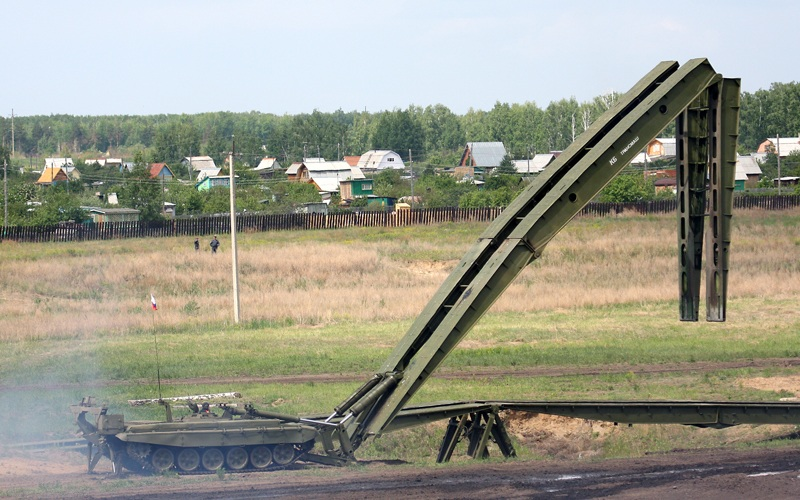
MTU-90 beim Entfalten der Brücke
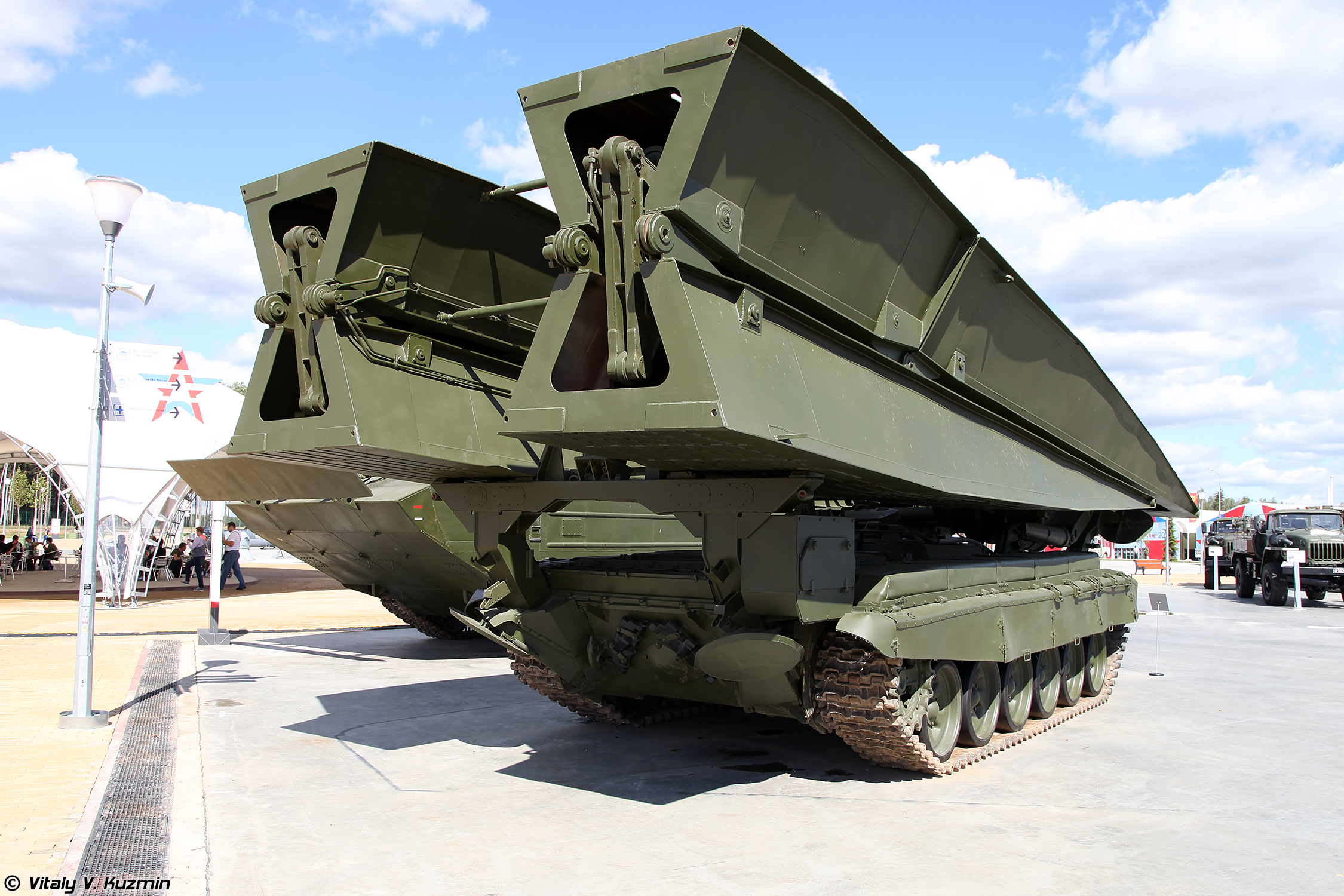
MTU-90M
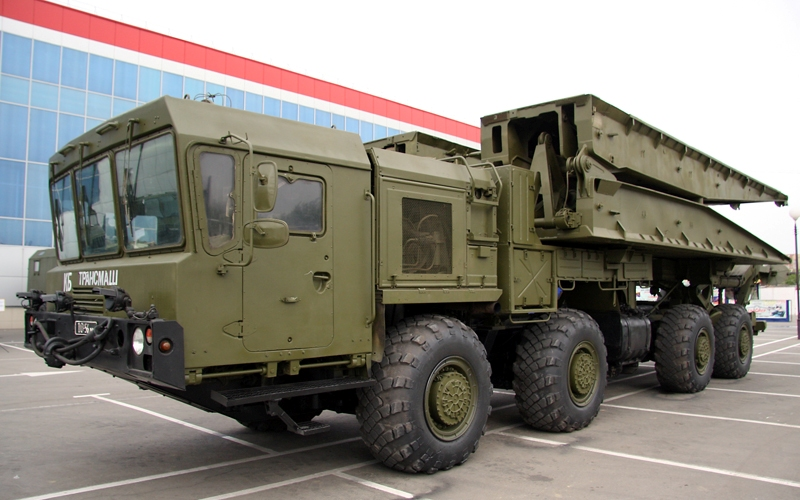
TMM-6

## Exporte
Weil die T-90-Wanne eine Reihe von Bauteilen des weltweit verbreiteten T-72 teilt, empfiehlt sich das MTU-90-Brückenlegesystem für den Export. Bisherige Abnehmer sind Aserbaidschan und Bangladesch, welche beide das Fahrzeug in geringer Stückzahl für die jeweiligen Streitkräfte zukauften.